# NGC 403
NGC 403 là một thiên hà dạng hạt đậu nằm trong chòm sao Song Ngư. Nó được phát hiện vào ngày 29 tháng 8 năm 1862 bởi Heinrich d'Arrest.